# Alto Trás-os-Montes
Alto Trás-os-Montes era uma sub-região estatística (NUTS III) portuguesa que integrou a Região Norte. Hoje encontra-se dividida entre as novas sub-regiões do Alto Tâmega e Terras de Trás-os-Montes.
Limitava a norte e a leste com a Espanha, a sul com o Douro e a oeste com as antigas sub-regiões do Tâmega, Ave e Cávado.
Ocupava uma área total de 8 171,6 km²[carece de fontes?], em 2011 tinha 204 381 habitantes.
Incluia, desde 2008 até à sua extinção em 2013, 15 concelhos:
- Alfândega da Fé
- Boticas
- Bragança (sede da CIM Terras de Trás os Montes)
- Chaves (sede da CIM Alto Tâmega)
- Macedo de Cavaleiros
- Miranda do Douro
- Mirandela
- Mogadouro
- Montalegre
- Ribeira de Pena
- Valpaços
- Vila Flor
- Vila Pouca de Aguiar
- Vimioso
- Vinhais

Os principais núcleos urbanos eram as cidades de Bragança, Chaves e Mirandela.

## Evolução
Em 2008 o município de Vila Flor da NUTS III do Douro passou a integrar a unidade territorial do Alto Trás-os-Montes.